# نیلوفر نیلوفران
نیلوفرِ نیلوفران یک آلبوم موسیقی به آهنگسازی علی اکبرپور و با آواز بیژن بیژنی است. در این اثر، ساخته‌های استاد اکبرپور توسط رضا فدایی برای ارکستر و سازهای ایرانی بازتنظیم شده و عبدالرضا رضایی‌نیا اشعاری را برای این ملودی‌ها سروده‌است.

## ساخت و عوامل
ساخت این آلبوم از سال ۱۳۹۶ آغاز شده‌است. در این آلبوم هشت قطعه از ساخته‌های استاد علی اکبرپور گلچین و بازتنظیم شده‌است. همچنین اشعار تازه‌ای بر اساس ملودی‌ها سروده شده و جایگزین اشعار قبلی شده‌است. تنظیم ملودی‌ها برای ارکستر بر عهدهٔ رضا فدایی و سرایش اشعار بر عهدهٔ عبدالرضا رضایی‌نیا بوده‌است.
این آلبوم در مرکز موسیقی حوزهٔ هنری منتشر شده‌است. ضبط، میکس و مسترینگ آلبوم در استودیو مدرن و توسط صادق نوری و رحیم ناحی انجام شده‌است. نوازندگان زیر در این آلبوم ساز زده‌اند:
1. ارسلان کامکار
2. کریم قربانی
3. پورنگ پورشیرازی
4. ناصر رحیمی
5. فرشید حفظی‌فر
6. حسین پورمعین
7. داود ورزیده
8. کورش بزرگ‌پور
9. صابر نظرگاهی
10. رضا فدایی

## قطعات آلبوم
1. ای میهن من
2. صدا کن مرا
3. گل بی‌خزان
4. ابر بهار
5. مادر
6. نیلوفر نیلوفران
7. کاش انسان
8. ای دوست